# Interstate 8 (álbum)
Interstate 8 es el segundo EP de la banda Modest Mouse, contiene el demo original de la banda, Live in Sunburst, Montana, el cual fue grabado en el garaje de Isaac en Issaquah, Washington. 
Todas las canciones menos una fueron incluidas en el siguiente récord de Modest Mouse Building Nothing Out of Something. La canción "Edit the Sad Parts" junto con "Buttons to Push the Buttons" son las únicas canciones no disponibles en algún otro CD de Modest Mouse, ya que ambas aparecieron luego en el discográfico "US" (hecho por Up & Slabco Records) y "Zum Audio, vol.2" (hecho por Zum Audio).

## Lista de canciones
1. "Interstate 8" – 4:39
2. "All Night Diner" – 4:44
3. "Sleepwalking (Couples Only Dance Prom Night)" – 3:23 (La melodía fue tomada por Sleep Walk por Santo and Johnny).
4. "Tundra/Desert" – 5:24
5. "Edit the Sad Parts" – 9:33
6. "Beach Side Property" – 8:26
7. "Buttons to Push the Buttons" – 2:25
8. "Novocain Stain" – 3:29
9. "Broke" – 2:56
10. "Whenever I Breathe Out, You Breathe In (Positive/Negative)" – 4:23
11. "Edit the Sad Parts" – 7:00

- Las canciones de la 6 a la 11 están en vivo en Sunburst, Montana. También son canciones extras.
- "Novocain Stain", "Beach Side Property" y "Tundra / Desert" aparecieron primero en This Is a Long Drive for Someone with Nothing to Think About.

- Datos: Q6057003